# En stjärna högt i det blå
En stjärna högt i det blå är en sång i Disneyfilmen Peter Pan. 
1953 kom en animerad långfilm om Peter Pan och 2004 släppte Disney en nyproducerad version av filmen. 
Sången heter på engelska The Second Star to the Right och svenska texten är skriven av Monica Forsberg.